# Caphornia
Caphornia is een geslacht van vlinders van de familie Uilen (Noctuidae), uit de onderfamilie Noctuinae.

## Soorten
- C. atristriata Dognin, 1907
- C. bicolor Mabille, 1885
- C. carnea Druce, 1903
- C. colima Schaus, 1898
- C. coppingeri Butler, 1881
- C. flavicosta Wallengren, 1860
- C. gravida Mabille, 1885
- C. nelidae Orfila & Schajovski, 1958
- C. nigrolineata Jana-Saenz, 1989
- C. xanthostola Mabille, 1885